# Саймон, Эсмон
Эсмон Саймон (англ. Esmon Saimon; род. 28 октября 1955, Малекула, Малампа, Новые Гебриды) — вануатский государственный и политический деятель, председатель парламента Вануату с 11 февраля 2016 года, исполняющий обязанности президента Вануату с 17 июня по 6 июля 2017 года.

## Биография

### Молодые годы
Родился 28 октября 1955 года на острове Малекула в провинции Малампа (Кондоминиум Новые Гебриды). В племенной иерархии имеет почётный статус «Мваседихелео», то есть — «высокопоставленный человек, который объясняет».
Учился в начальной школе Саут-Уэст-Бэй (1964—1969) и начальной школе Лаиндуа (1970—1974) в Малекуле.
Был секретарём кооперативного общества Саут-Уэст-Бэя (1978—1982), занимался бизнесом в сфере розничной торговли и рыболовства (1983—1998), в то же время стал членом ассамблеи провинции Малампа (1992—1996).

### На государственных постах
6 марта 1998 года впервые избрался в парламент Вануату по избирательному округу Малекула от Меланезийской прогрессивной партии. Последовательно переизбирался в 2002, 2004, 2008 и 2012 годах. В 2016 году снова был избран в парламент, но уже от партии Вануаку.
29 июля 2004 года избран на должность второго заместителя председателя парламента.
22 сентября 2008 года назначен на пост министра бизнеса Ни-Вануату и кооперативов.
С 18 февраля 2011 года по 17 мая 2011 года занимал должность министр бизнеса Ни-Вануату.
23 марта 2013 года назначен на пост министра инфраструктуры и общественных работ.
3 мая 2014 года назначен членом комитета парламента по обзору поступающих постановлений. Как депутат парламента из личной зарплаты помогал восстановлению своего избирательного округа после циклона «Пэм».
11 февраля 2016 года был избран на пост председателя парламента Вануату, будучи самым старейшим из всех депутатов.
17 июня 2017 года после внезапной смерти президента Вануату Болдуина Лонсдейла, согласно конституции Вануату Эсмон Саймон стал временно исполняющим обязанности президента до избрания нового коллегией выборщиков в течение следующих трех недель. 6 июля новым президентом Вануату был избран Таллис Мозес.